# Бузон-Жельнав
Бузо́н-Жельна́в (фр. Bouzon-Gellenave) — коммуна во Франции, находится в регионе Юг — Пиренеи. Департамент — Жер. Входит в состав кантона Эньян. Округ коммуны — Миранд.
Код INSEE коммуны — 32063.

## География

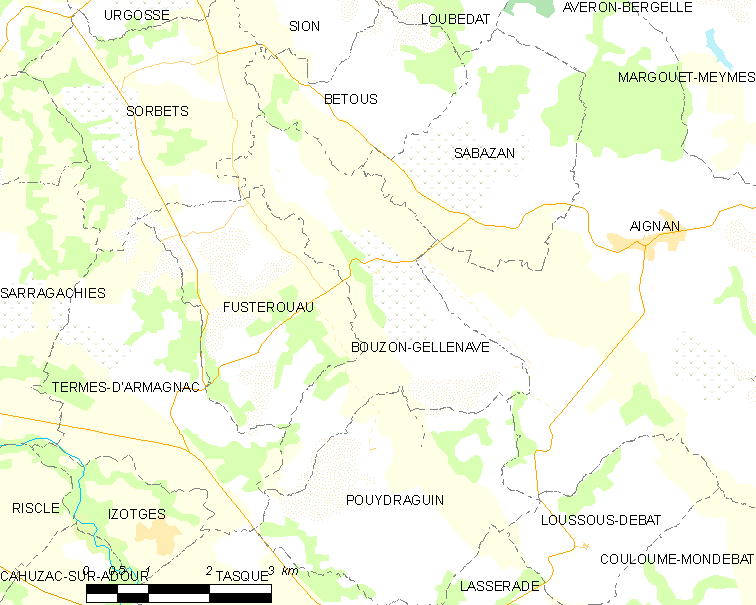
Карта коммуны

Коммуна расположена приблизительно в 610 км к югу от Парижа, в 115 км западнее Тулузы, в 45 км к западу от Оша.
По территории коммуны протекают реки Миду и Пети-Мидур.

## Климат
Климат умеренно-океанический. Лето жаркое и немного дождливое, температура часто превышает 35 °С. Зимой часто бывает отрицательная температура и ночные заморозки. Годовое количество осадков — 700—900 мм.

## Население
Население коммуны на 2010 год составляло 192 человека.
| 1962 | 1968 | 1975 | 1982 | 1990 | 1999 | 2010 |
| ---- | ---- | ---- | ---- | ---- | ---- | ---- |
| 213  | 190  | 175  | 181  | 176  | 167  | 192  |

## Администрация
| Период | Период | Фамилия        | Партия       | Примечания |
| ------ | ------ | -------------- | ------------ | ---------- |
| 2001   | 2014   | Николь Дюкло   | беспартийная |            |
| 2014   | 2020   | Жан-Пьер Тизон |              |            |

## Экономика
В 2010 года среди 111 человек трудоспособного возраста (15-64 лет) 78 были экономически активными, 33 — неактивными (показатель активности — 70,3 %, в 1999 году было 70,4 %). Из 78 активных жителей работали 75 человек (42 мужчины и 33 женщины), безработных было 3 (1 мужчина и 2 женщины). Среди 33 неактивных 8 человек были учениками или студентами, 19 — пенсионерами, 6 были неактивными по другим причинам.

## Достопримечательности
- Романская церковь XII века
- Часовня XI века. Исторический памятник с 1975 года[4]
- Мотт Сен-Го. Исторический памятник с 1996 года[5]